# ラファエル・オロスコ
ラファエル・オロスコ・フローレス（Rafael Orozco Flores, 1946年1月24日 – 1996年4月25日）は、スペイン出身のピアノ奏者。
コルドバの出身。地元の音楽院の教師だった父親と叔母の下で6歳よりピアノの手ほどきを受けた。その後マドリード音楽院でホセ・クビレス等の薫陶を受けたが、キジアーナ音楽院のグイド・アゴスティのマスター・クラスに参加したり、アレクシス・ワイセンベルクの指導を受けたり、ロンドンでグイド・アゴスティに師事したりした。1966年にリーズ国際ピアノ・コンクールで優勝を果たして演奏活動を行うようになり、ヘルベルト・フォン・カラヤン、カルロ・マリア・ジュリーニ、ロリン・マゼール、ダニエル・バレンボイム、リッカルド・ムーティやリッカルド・シャイーらと共演して名声を確立していった。1987年には生地であるコルドバより金メダルを贈呈された。
AIDSにより、ローマにて長逝。